# Villa Park (California)
Villa Park, fundada en 1962, es una ciudad ubicada en el condado de Orange en el estado estadounidense de California. En el año 2000 tenía una población de 5,999 habitantes y una densidad poblacional de 367.4 personas por km².

## Geografía
Villa Park se encuentra ubicada en las coordenadas 33°48′58″N 117°48′40″O / 33.81611, -117.81111. Según la Oficina del Censo, la ciudad tiene un área total de 5,5 km² (2,1 mi²), de la cual 5,5 km² (2,1 mi²) es tierra y 0 km² (0 mi²) (0%) es agua.

### Localidades adyacentes
El siguiente diagrama muestra a las localidades en un radio de 8 kilómetros (5 mi) de Villa Park.

## Demografía
Según la Oficina del Censo en 2007 los ingresos medios por hogar en la localidad eran de $116,203, y los ingresos medios por familia eran $124,852. Los hombres tenían unos ingresos medios de $78,563 frente a los $46,667 para las mujeres. La renta per cápita para la localidad era de $53,130. Alrededor del 2.6% de la población estaban por debajo del umbral de pobreza.